# 胡桃 (原神)
胡桃是米哈遊開發的電子遊戲《原神》中的虛構角色，角色於遊戲2021年更新的1.3版本中登場。胡桃是遊戲中虛構國家璃月的殯儀館「往生堂」第七十七代堂主。胡桃的中文配音為陶典，日文配音為高橋李依，韓文配音為金賀婁，英文配音為布麗安娜·尼克博克。

## 創作及設計
在2020年9月《原神》發佈後數週，就有玩家透過解包遊戲文件，發現部分未正式公佈的遊戲角色，胡桃就是其中之一。部分遊戲測試者在2020年末洩露消息稱角色會在遊戲1.3版本正式上線，只是在米哈遊發佈的遊戲1.3版本「明霄昇海平」前瞻視頻中並沒有提到胡桃的信息，讓不少期待角色上線的遊戲粉絲失落。到2021年2月末，1.3版本上線一個月後，米哈遊宣佈胡桃連同其角色劇情「引蝶之章」會在1.3版本第二階段上線，角色劇情需玩家完成主線劇情第一章·第二幕「辭行久遠之軀」才能開啟。在2月27日，米哈遊公佈了角色預告視頻，視頻中透露了胡桃在遊戲中的身份是璃月港殯儀館「往生堂」堂主，擁有能看到幽靈的能力，和遊戲中另一個角色鍾離相識。3月1日公佈的角色演示視頻中，展示了胡桃的技能和玩法，預告和演示都表現出胡桃喜歡作弄人的性格。在製作組的設定中，胡桃是一個使用長槍的火元素角色，她的技能需要消耗生命值來提高傷害輸出，這種獨特的戰鬥方式需要玩家把控好角色生命值，配合隊伍中其他角色的技能使用。角色服飾設計以唐裝為主體，整體以黑色為主色，輔上白金色的花紋。帽子是以宋明官帽為原型設計，配以紅梅飾物，右手佩戴的玉鐲在中國傳統文化中被認為是辟邪之物。角色生日7月15日，正是中國傳統節日中元節。遊戲5.3版本更新後，遊戲內置商店上架一套紅白相間的角色新服裝，名為「宿雪桃紅」。
角色的中文配音為陶典，陶典認為胡桃的性格是「古靈精怪」和「陰森可愛」的，對角色深入了解後發現了胡桃的內心之成熟與堅強，同時也保持了孩童天真快活的心性，雖然表面上經常拿生死之事開玩笑，但實際上卻對生死之事看得極其通透，也很尊重這些事情。角色的英文配音為布麗安娜·尼克博克，日文配音為高橋李依，兩人都是配音業界資深人士。高橋李依表示在接收角色資料時對角色的故事背景資料詳盡程度感到十分驚訝，在錄製現場有工作人員表示「演出角色時表現得怪異一些」給她留下很深刻的印象，而她對胡桃的理解是一個機智的角色。

## 作品中表現

### 角色故事
胡桃是璃月港負責喪葬白事的「往生堂」第七十七代堂主，平日經常放下工作亂逛，有著活潑好動的一面，在葬禮工作上又有著嚴肅認真的一面。胡桃在執掌往生堂初期，曾因為年幼被堂內人質疑，後來胡桃經營穩定，堂務處事得當，才被老人所接受，璃月人也對喪葬之事少了避諱。同時胡桃還是當地「著名」詩人，經常四處遊歷累積作詩的素材，自稱「小巷派暗黑詩人」，好作打油詩，詩作朗朗上口，璃月當地孩童也喜歡誦讀。

### 角色玩法
《原神》1.3版本「明霄昇海平」更新之後，玩家可以在遊戲中透過祈願的方式讓胡桃加入隊伍。胡桃在遊戲的定位是進攻型角色，擁有不俗的傷害輸出。胡桃的戰鬥特點是消耗生命值將攻击傷害转为火元素伤害並提高攻擊力。元素爆發為範圍攻擊，命中敵人時，能為自己恢復一定的生命值。當前生命值低於或等於半血时能提高元素爆發造成的傷害及治療量。

## 反響及評價

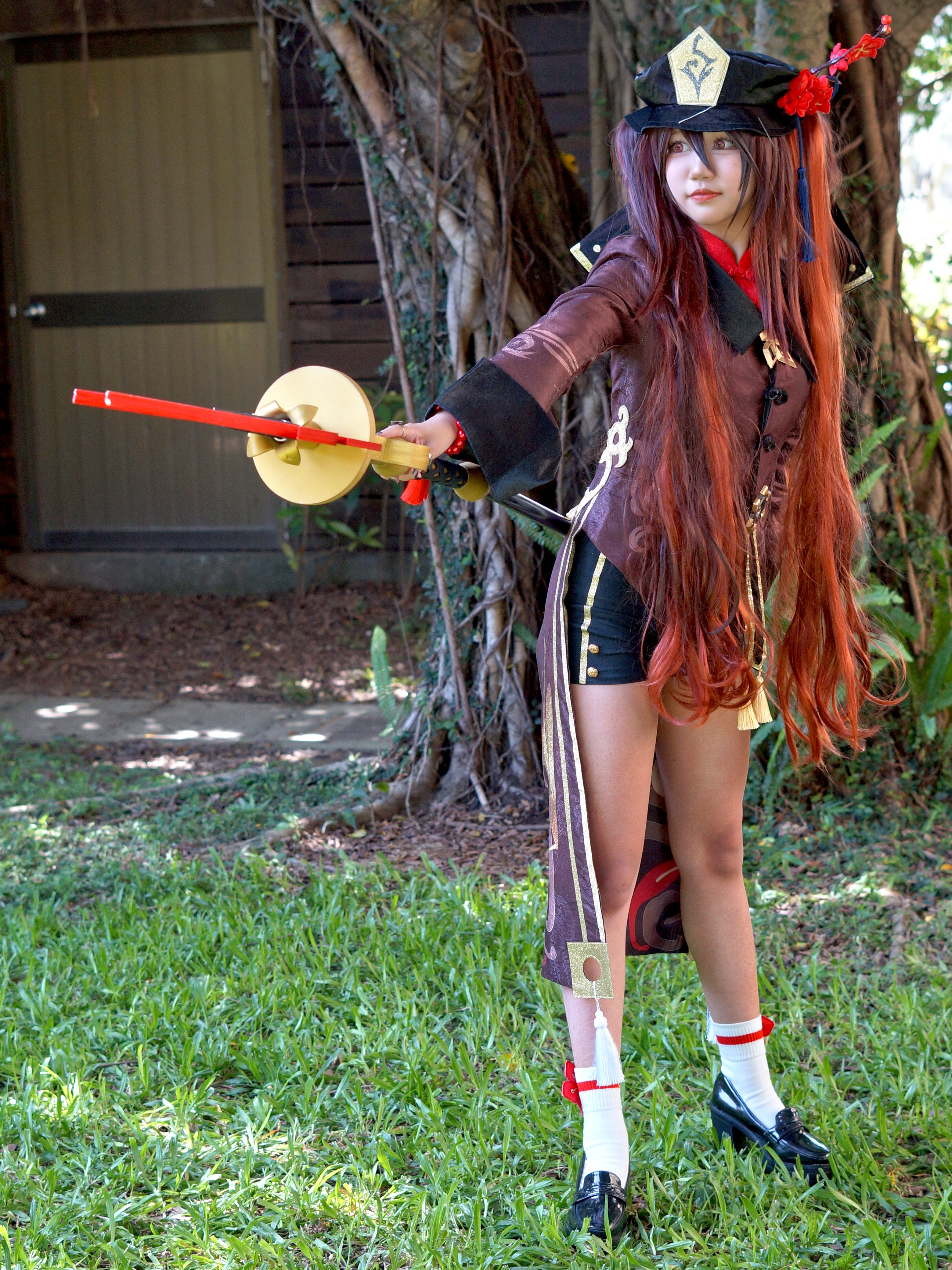
胡桃的角色扮演者。

胡桃由於角色故事背景和設定受到玩家歡迎，角色粉絲為此創作了不少同人作品。胡桃的角色預告視頻在YouTube發佈後不到七小時突破百萬播放量。Reddit在2022年1月發起的調查問卷中，胡桃是最受男性玩家歡迎的角色。2021年3月胡桃上線當日，《原神》登上七個地區的iOS遊戲暢銷榜首位，四十一個地區暢銷榜的前十。同年11月胡桃第二次出現在祈願時，再度吸引了大量玩家進入遊戲，導致當日米哈遊最大的服务器「天空島」一度出現「炸服」的情況，這也是《原神》公測以來首次出現登入玩家過多，需要排隊登陸的情況，當日《原神》登上三十一個地區的iOS遊戲暢銷榜首位，而且是《原神》首次在中港台美日韓地區同時登頂。
Kotaku的姜思琪認為胡桃是《原神》中最強的角色，胡桃以高風險高回報的玩法，獲得極高的傷害輸出，能造成遊戲2.2版本之前最高的傷害輸出。遊戲日報認為製作組在推出角色時十分細心，角色的每個「命座」取名都與殯葬業的工作有關，製作組頂著玩家對角色的高期待，將胡桃的預告押後在傳統節日元宵節之後，避免角色在傳統節日期間的宣發可能會帶來的不好影響，而角色正式上線日3月2日對應黃曆，是宜“祭祀、入殓、移柩”的日子，在細節上符合角色的身份。遊戲葡萄編輯九蓮寶燈評論角色的高人氣時表示「玩家对于胡桃这个角色的喜爱，几乎都来源于其设定」，他指出「胡桃这个角色的价值观和行动，都很好地切中了当下年轻用户向往的品格和生活方式，玩家们愿意为她投入真情实感，并为其消费也就合乎情理」。學者唐文倩在《科技传播》發表的一篇《原神》角色研究中，表示胡桃和鐘離是璃月地區的代表人物，形象設計上富有「中國元素」，他認為胡桃的性格傳達了中國人的生死觀。
此外，胡桃的推出給米哈遊帶來不俗的經濟收益，根據Sensor Tower統計App Store和Google Play的玩家付費記錄，胡桃的角色卡池在上線當日，給米哈遊帶來1290萬美元的收入。

## 外部連結
- bilibili上的《原神》胡桃角色PV—— 「吓到了吗？」
- bilibili上的《原神》角色演示-「胡桃：生人勿近」
- bilibili上的《原神》拾枝杂谈-「胡桃：雪霁梅香」